# Gazoduc trans-adriatique
Le gazoduc trans-adriatique (en anglais Trans Adriatic Pipeline ou TAP) est un gazoduc ayant pour objet de transporter vers le marché européen le gaz naturel de la mer Caspienne (Azerbaïdjan). Il part de la frontière gréco-turque et traverse la Grèce, l'Albanie et la mer Adriatique pour arriver en Italie. Sa construction s'est achevée en octobre 2020.
Le TAP est soutenu par les institutions européennes et est un maillon du projet de corridor gazier sud-européen qui permettra d’acheminer du gaz naturel en Europe occidentale depuis le gisement gazier de Shah Deniz.

## Description
Le gazoduc démarre à la frontière Grèce-Turquie, à Kípi), où il se raccorde au gazoduc transanatolien (qui traverse la Turquie). Il traverse la Grèce, l’Albanie et la mer Adriatique pour atteindre l’Italie à côté de San Foca.
La longueur totale du gazoduc est de 878 kilomètres, dont 550 kilomètres en Grèce, 215 km en Albanie, 105 km sous la mer et 8 km en Italie. La portion sous-marine atteindra une profondeur maximale de 810 m.
Le gaz en provenance d'Azerbaïdjan emprunte d'abord le gazoduc du Sud Caucase entre l'Azerbaïdjan et la Géorgie et le gazoduc transanatolien en Turquie, une infrastructure longue d'environ 3 500 km pour un investissement total de 40 milliards €. 
La capacité du gazoduc est d’environ 10 milliards de m³ de gaz naturel par an, avec une option de doubler la capacité à 20 milliards de m³. Le gazoduc est composé de tuyaux de 1 200 mm de diamètre pour une pression de 95 bars pour la section terrestre et de tuyaux de 910 mm pour une pression de 145 bars pour la section sous-marine.
TAP prévoit également de développer une installation souterraine de stockage de gaz naturel en Albanie et offrir une possibilité de débit inverse pouvant atteindre 8,5 milliards de mètres cubes (300 milliards de pieds cubes). Ces caractéristiques assureront une sécurité énergétique supplémentaire pour l'Europe du Sud-Est.
Les coûts de construction totaux devraient être d'environ 4,5 milliards d'euros. TAP sera prête à commencer les opérations du pipeline à temps pour les premières exportations de gaz de Shah Deniz II (prévues en 2017-2018).
L'interconnexion (IGB) doit relier la Grèce à la Bulgarie.

## Historique
Le projet de gazoduc Trans Adriatique a été présenté en 2003 par le groupe énergétique suisse EGL (aujourd’hui Axpo) . L’étude de faisabilité a été finalisée en 2006. Deux options ont été étudiées : un tracé par le nord, à travers la Bulgarie, la Macédoine et l’Albanie et un tracé par le sud, via la Grèce et l’Albanie, qui a finalement été retenu. En mars 2007, l'ingénierie de base étendue pour le pipeline a été achevée. La Grèce s'est opposée à ce que le tracé du gazoduc transadriatique traverse le territoire albanais, car il permettrait à l'Albanie de devenir un centre de transmission du gaz dans les Balkans occidentaux,.
Le 13 février 2008, EGL Group et l’entreprise norvégienne Statoil ont signé un accord pour créer la coentreprise Trans Adriatic Pipeline AG, chargée de développer, construire et opérer le gazoduc.
En juin 2008, la société de projet a déposé une demande auprès des autorités grecques pour la construction d'une section de 200 kilomètres (120 miles) de l'oléoduc reliant Thessalonique à la frontière entre la Grèce et l'Albanie.  En janvier 2009, le projet TAP a réalisé une étude marine dans la mer Adriatique pour vérifier la route offshore du futur gazoduc. Une étude d'évaluation des itinéraires en Albanie a débuté en juillet 2009. En mars 2009, un accord intergouvernemental entre l'Italie et l'Albanie sur la coopération dans le domaine de l'énergie mentionnait la TAP comme un projet d'intérêt commun pour les deux pays. En janvier 2010, TAP a ouvert des bureaux de pays en Grèce, en Albanie et en Italie. En mars 2010, TAP a présenté une demande aux autorités italiennes pour inclusion dans le réseau gazier italien.
Le 20 mai 2010, il a été annoncé que l'entreprise allemande E.ON deviendrait un partenaire du projet. L'accord a été clos avec succès le 7 juillet 2010. En juillet 2010, E.ON est devenue actionnaire de TAP AG.
En novembre 2010, TAP a lancé une étude d'amélioration des itinéraires dans le nord de la Grèce en vue de l'évaluation de l'impact sur l'environnement. Le 7 septembre 2011, la société Trans Adriatic Pipeline AG (TAP AG) a présenté ses demandes d'exemption d'accès à des tiers dans l'UE dans les trois pays hôtes. L'exemption permettra à TAP AG de conclure des accords de transport de gaz à long terme avec les expéditeurs du gaz de Shah Deniz II. Les exemptions ont été accordées le 16 mai 2013.
En février 2012, le gazoduc trans-adriatique a été le premier projet à être présélectionné et a entré en négociation exclusive avec le consortium Shah Deniz. En août 2012, les partenaires du consortium (BP, SOCAR et Total) ont signé un accord avec TAP AG prévoyant notamment la possibilité de prendre 50 % de la participation de la coentreprise.
Le 28 septembre 2012, l'Albanie, la Grèce et l'Italie ont confirmé leur soutien politique à l'oléoduc en signant un protocole d'accord.
Le 22 novembre 2012, le consortium TAP et les partenaires du gazoduc Trans-Anatolian ont signé un protocole d'accord établissant un cadre de coopération entre les deux parties.
En février 2013, la Grèce, l’Italie et l’Albanie ont signé un accord intergouvernemental autorisant le transit du gaz par le gazoduc TAP.
En juin 2013, le projet a été choisi comme route pour le gaz de Shah Deniz II par rapport au projet concurrent Nabucco Ouest. Plus tard en 2013, BP, SOCAR, Total et Fluxys sont devenus actionnaires du projet.
Fin 2013, le pétrolier britannique BP, l’entreprise belge Fluxys, l’entreprise azerbaïdjanaise SOCAR, le pétrolier français Total sont devenus actionnaires,.
En décembre 2015, l’entreprise italienne Snam a acquis la participation de 20 % de Statoil dans TAP AG.
La construction du gazoduc s'est achevée en octobre 2020 et son exploitation a commencé en novembre 2020,.

## Gestion
Le projet du TAP est porté par l’entreprise Trans Adriatic Pipeline AG, une coentreprise enregistrée à Baar, dans le canton de Zoug en Suisse. Le directeur de l’entreprise est Ian Bradshaw.
Les actionnaires de Trans Adriatic Pipeline AG sont BP (20 %), la compagnie azerbaïdjanaise SOCAR (20 %), Snam (20 %), Fluxys (19 %), l'espagnol Enagas (16 %) et le suisse Axpo (5 %).
TAP AG a des bureaux en Grèce, en Albanie et en Italie.

## Financement
Le projet du TAP est estimé à un coût de 6 milliards d’euros.
La Banque européenne pour la reconstruction et le développement (BERD) envisage un prêt de 1,5 milliard de dollars. La BERD devrait apporter 500 millions d’euros qui pourrait être complétés par 1 milliard d’euros apporté par d’autres banques.
La Banque européenne d’investissement prévoit un prêt de 2 milliards d’euros pour le TAP.

## Aspect politique et juridique
Le projet TAP est soutenu par la Commission européenne qui l'a inscrit dans la liste de 195 projets d'infrastructures énergétiques essentiels, dits « projets d'intérêt commun », indispensables pour assurer la sécurité énergétique du Vieux Continent. Le TAP est la dernière pièce du projet de corridor gazier sud-européen. Il acheminera depuis le Caucase 10 milliards de mètres cubes de gaz par an, soit environ 2 % de la consommation de l'Union, Grande-Bretagne incluse, capacité qui pourra rapidement être doublée si ses actionnaires consentent à de nouveaux investissements.
En 2009, le troisième paquet énergie de l'Union européenne est entré en vigueur, interdisant aux acteurs du marché du gaz de transporter du gaz, ce qui a finalement mis fin au gazoduc russe South Stream. Cependant, pour le gazoduc Trans Adriatic, une exception a été faite à la demande des actionnaires. Le 7 septembre 2011, Trans Adriatic Pipeline AG (TAP AG) a confirmé son « Exemption d'accès à des tiers » dans les trois pays par lesquels elle passe. L'exception permettra à TAP AG de conclure des accords de transport de gaz à long terme « transport ou paiement » avec les fournisseurs de gaz de Shah Deniz II. Des exceptions aux exigences ont été accordées le 16 mai 2013.
La Commission européenne confirme le 5 mars 2015 que Gazprom pourrait utiliser le gazoduc transadriatique (TAP) pour transporter du gaz s'il construisait le gazoduc Turkish Stream et fournissait du gaz à la Grèce par son intermédiaire. Brendan Devlin, conseiller énergétique de la Commission européenne, a déclaré qu'il est peu probable qu'un autre grand gazoduc en plus du Corridor sud du gaz apparaisse en Europe du Sud-Est, car « dans la région les marchés sont trop petits ». Gazprom a le droit d'utiliser TAP grâce au troisième paquet énergétique de l'UE, puisque cette loi interdit au propriétaire du gazoduc d'utiliser plus de 50 % de sa capacité. La Commission européenne a promis en mars 2015 qu'elle se conformerait à la législation européenne. Ainsi, malgré le fait que d'un point de vue théorique, TAP peut réduire légèrement le volume des exportations de gaz russe, le projet peut encore devenir un investissement de l'Union européenne dans un système de gazoduc pour Gazprom contournant l'Ukraine.

## Controverses

### Litiges
Le projet TAP fait l'objet d'une opposition critique de la part de groupes de citoyens locaux et de certains politiciens et administrateurs publics.
Vers la fin de l'année 2011 est né le Comité No TAP, qui a entamé une forte bataille (à laquelle se sont ajoutés les associations, les maires et les comités locaux du Salento), s'opposant avec ténacité à la réalisation des travaux par des manifestations et des protestations,,.
Parmi les principales critiques, il y a le choix du point de débarquement du TAP près de la plage de San Foca, une station à forte vocation touristique. En particulier, les habitants et les environnementalistes ont exprimé des inquiétudes quant à la sécurité publique, car le gazoduc (qui transportera des millions de litres cubes de gaz inflammable comprimé) sera enterré à seulement dix mètres de profondeur sous une plage ouverte au public pendant les mois d'été.
Ce point de débarquement a été choisi à la place de Lendinuso, une hypothèse mentionnée dans les premières études de faisabilité, lorsque vers 2008 la présence d'herbiers de posidonie, une espèce protégée, y est apparue, avec le risque de lancer une procédure européenne d'infraction, obstacle auquel s'est ajoutée par la suite l'opposition locale. Pendant cette période, la région des Pouilles a exprimé son désaccord sur ce choix du point de débarquement de San Foca, mais sans proposer de solutions alternatives jusqu'à l'approbation du projet avec l'étude d'impact en août 2014 ; ces solutions alternatives ont été présentées à partir de l'année suivante.
En outre, comme une interconnexion de 60 km de long devait être construite pour relier le terminal italien de Melendugno au réseau national de gaz italien près du port industriel de Brindisi, de nombreux administrateurs locaux, dont les maires des zones concernées et le président de la région des Pouilles, ont également soutenu l'opinion des environnementalistes selon laquelle le gazoduc pourrait faire plus de mal que de bien, car il pourrait être l'occasion pour la criminalité organisée locale et la corruption d'infiltrer les marchés publics pour les travaux de construction du côté italien. En outre, le président régional Michele Emiliano a déclaré qu'il ne comprenait pas pourquoi un autre point de débarquement plus proche de la zone industrielle de Brindisi n'avait pas été choisi, étant donné les coûts plus faibles, l'impact environnemental moindre et la proximité des infrastructures gazières existantes.

### Installation de dépressurisation
Une autre raison invoquée par les opposants est le projet de construction d'une usine de dépressurisation du gaz près du terminal. La zone choisie pour l'installation, qui couvre une superficie de 12 hectares, a été identifiée dans la campagne du Melendugno, sur un terrain où se trouve une oliveraie avec des arbres séculaires, qui doivent être temporairement déracinés et déplacés ailleurs. Les opposants au TAP estiment que le déménagement pourrait ne pas garantir la survie des oliviers séculaires, à la fois en raison de l'éventuelle difficulté d'adaptation au nouvel environnement et, selon l'hypothèse du maire de Melendugno, Marco Poti, en raison de la possibilité de leur exposition à la bactérie Xylella, responsable du complexe du séchage rapide de l'olivier, une maladie parasitaire mortelle qui affecte les oliveraies des Pouilles depuis des années.

### Critique de l'utilité de l'ouvrage
Outre l'impact environnemental, le comité No TAP soutient, en général, la futilité totale du travail, considérant qu'il est né dépassé car il a été conçu plus de dix ans auparavant sur la base d'une consommation de gaz qui, selon lui, n'a jamais été atteinte et sur la base de prévisions qui, selon le comité, n'ont jamais eu lieu,,.
En juin 2018, après l'installation du Gouvernement Conte I, le ministre Sergio Costa émet également des doutes sur l'utilité pratique de l'ouvrage, affirmant qu'il a été conçu pour des raisons géopolitiques (pour réduire la dépendance vis-à-vis des approvisionnements en gaz de la Russie) et émet l'hypothèse de la réouverture de la procédure d'évaluation de l'impact environnemental. Néanmoins, le 15 octobre 2018, les travaux de construction du TAP reprennent.
Cécile Marchand, chargée de campagne climat aux Amis de la Terre, estime que les gazoducs existants sont déjà sous-utilisés et que sans les financements publics de la Banque européenne d'investissement, à hauteur de 1,5 milliard €, le TAP n'aurait jamais vu le jour, car il n'est pas viable économiquement. Selon les Amis de la Terre, l'Europe n'a pas besoin de nouvelles sources d'approvisionnement, car la consommation de gaz est amenée à décliner rapidement dans quelques années. En France par exemple, le gouvernement prévoit une chute de plus de 20 % d'ici à 2028. À plus long terme, le biogaz et l'hydrogène doivent peu à peu remplacer le gaz fossile dans l'ensemble de l'Union, qui vise la neutralité carbone en 2050.

### Violation des lois italiennes
Le procureur de Lecce a enquêté au sujet de 19 responsables locaux du TAP. Les conclusions de l'enquête préliminaire constate des violations présumées des lois italiennes et européennes : la construction « illégitime » dans des « zones agricoles d'intérêt public » ainsi que la pollution des terres arables et des zones aquifères au chrome hexavalent, à l'arsenic et au nickel.

### Enjeux climatiques
Des ONG dénoncent le projet du TAP dans son ensemble au titre qu'à lui seul « il suffirait à réduire à néant les objectifs climatiques dont s’est dotée l’Europe » lors de la Conférence de Paris de 2015 sur les changements climatiques,.